# Detlev Witte
Detlev Witte (* 1. Januar 1926; † 2004) war ein deutscher Schauspieler, Synchronsprecher und Hörspielregisseur.

## Leben
Detlev Witte absolvierte eine professionelle Schauspielausbildung und wirkte von 1964 bis 1988 in mehreren DEFA-Spielfilmproduktionen und in Serien des DDR-Fernsehens mit. Witte war ab 1967 Mitglied der Kabarettgruppe der Konzert- und Gastspieldirektion in Ost-Berlin. 
Witte war zudem umfangreich als Synchronsprecher tätig. Er erhielt 2001 den Deutschen Synchronpreis für herausragende männliche Synchronarbeit als Stimme von Jason Robards in Magnolia.
Witte, der in Berlin lebte, starb im Jahr 2004 im Alter von 78 Jahren.

## Filmografie
- 1964: Der geteilte Himmel
- 1964: Doppelt oder nichts
- 1965: Denk bloß nicht, ich heule
- 1966: Karl Marx
- 1967: Ein Lord am Alexanderplatz
- 1967: Das Mädchen auf dem Brett
- 1971: KLK an PTX – Die Rote Kapelle
- 1972: Der Dritte
- 1973: Das unsichtbare Visier (Fernsehserie, 1 Folge)
- 1974: Zum Beispiel Josef
- 1984: Polizeiruf 110: Freunde (TV-Reihe)
- 1985: Na, dann schickt ihn mal zum starken Gottlieb
- 1986: Ernst Thälmann (TV-Zweiteiler)
- 1987: Fridolin (TV-Miniserie)
- 1988: Einer trage des anderen Last …

## Hörspiele (Auswahl)
- 1960: Käthe Seelig: Liebe, Tratsch und Treppensteigen – Regie (Hörspiel – Rundfunk der DDR)
- 1961: Anna und Friedrich Schlotterbeck: Modellfall Brettheim – Regie (Hörspiel – Rundfunk der DDR)
- 1961: Horst Girra: Feuersalamander – Regie (Hörspiel – Rundfunk der DDR)
- 1978: Erika Runge: Die Verwandlungen einer fleißigen, immer zuverlässigen und letztlich unauffälligen Chefsekretärin (Nebenrolle) – Regie: Peter Groeger (Rundfunk der DDR)
- 1981: Reinhard Griebner: Schlachtenbummler (Wirt) – Regie: Joachim Gürtner (Hörspielreihe: Neumann, zweimal klingeln – Rundfunk der DDR)
- 1982: Peter Hacks: Das Windloch – Geschichten von Henriette und Onkel Titus (Installateur Nöckl) – Regie: Fritz Göhler (Kinderhörspiel – Litera)
- 1986: Ilija Popovski: Wie Jovan ein Held wurde (Bauer, Bojar) – Regie: Ingeborg Medschinski (Kinderhörspiel – Rundfunk der DDR)
- 1986: Armenisches Volksmärchen: Anahit (Weber) – Regie: Uwe Haacke (Kinderhörspiel – Rundfunk der DDR)
- 1991: Mirjana Buljan: Der siebente Bruder (Männerstimme) – Regie: Barbara Plensat (Hörspiel – Funkhaus Berlin/ORF)